# Dubka, Horodenka
Dubka (în ucraineană Дубка) este un sat în comuna Daleșove din raionul Horodenka, regiunea Ivano-Frankivsk, Ucraina.

## Demografie
Componența lingvistică a localității Dubka
     Ucraineană (99,66%)
     Alte limbi (0,22%)
Conform recensământului din 2001, majoritatea populației localității Dubka era vorbitoare de ucraineană (99,66%), existând în minoritate și vorbitori de alte limbi.